# Slaget ved Hjörungavágr
 Denne artikel bør gennemlæses af en person med fagkendskab for at sikre den faglige korrekthed.

Slaget ved Hjörungavägr eller Slaget ved Hjørungavåg er et semilegendarisk søslag, der foregik i slutningen af 900-tallet mellem ladejarlerne og en invaderende dansk flåde, der blev ledet af de sagnomspundne jomsvikinger. Slaget spillede en vigtig rolle i Håkon jarls forsøg på at forene Norge.

## Historie
Håkon jarl regerede over Norge som Harald Blåtands vasal, men han var i realiteten en uafhængig regent. Håkon var stærkt tilhænger af den nordiske mytologi og de gamle guder. Da Harald Blåtand forsøgte at tvinge ham til at konvertere til kristendommen i 975 brød Håkon sin alliance med Danmark.
Harald Blåtand blev besejret af den tysk-romerske kejser Otto 2., og Håkon udnyttede den danske konges svækkede position og gjorde Norge uafhængig af Danmark.